# Hyadum II
Hyadum II es el nombre de la estrella δ1 Tauri (δ1 Tau / 61 Tauri) en la constelación de Tauro. Su nombre alude al cúmulo de las Híades, del que forma parte, y en latín significa «Segunda Híade». También recibe el nombre Eudora (Ευδωρη en griego), una de las hermanas Híades. Su magnitud aparente es +3,77 y se encuentra a 153 años luz del sistema solar.
Hyadum II es una gigante naranja de tipo espectral K0III con una temperatura efectiva de 4965 K. Brilla con una luminosidad 74 veces mayor que la luminosidad solar y tiene un radio 11,6 veces más grande que el del Sol. Es una de las cuatro gigantes naranjas de las Híades, junto a Ain (ε Tauri), θ1 Tauri y Hyadum I (γ Tauri). De hecho, sus características físicas son casi iguales a esta última. Al igual que Hyadum I, tiene una velocidad de rotación muy lenta y, como en el resto de las Híades, su metalicidad es superior a la del Sol en un 25%, lo que es consistente con la abundancia de cianógeno (CN) observada en su espectro.
Hyadum II es una binaria espectroscópica, en donde la componente secundaria orbita a la gigante naranja cada 529,8 días. Una ocultación por parte de la Luna ha permitido conocer que se trata de una enana roja de tipo M y magnitud 13. La excentricidad de la órbita hace que la separación entre ambas estrellas varíe entre 1,0 UA y 2,5 UA.